# Peridea korbi
Peridea korbi is een vlinder uit de familie tandvlinders (Notodontidae). De wetenschappelijke naam is voor het eerst geldig gepubliceerd in 1918 door Hans Rebel.
De soort komt voor in Europa.